# Mini Mark I
El Mini Mark I fue un automóvil británico, siendo la primera versión del Mini de la British Motor Corporation. Se caracteriza por sus ventanas correderas, bisagras exteriores y parrilla de tipo "bigote". En el Reino Unido, el Mark I fue producido entre 1959 y 1967. En Australia la producción continuó hasta 1970. El Mini Mark I también se vendió bajo los nombres Austin y Morris.

## Diseño

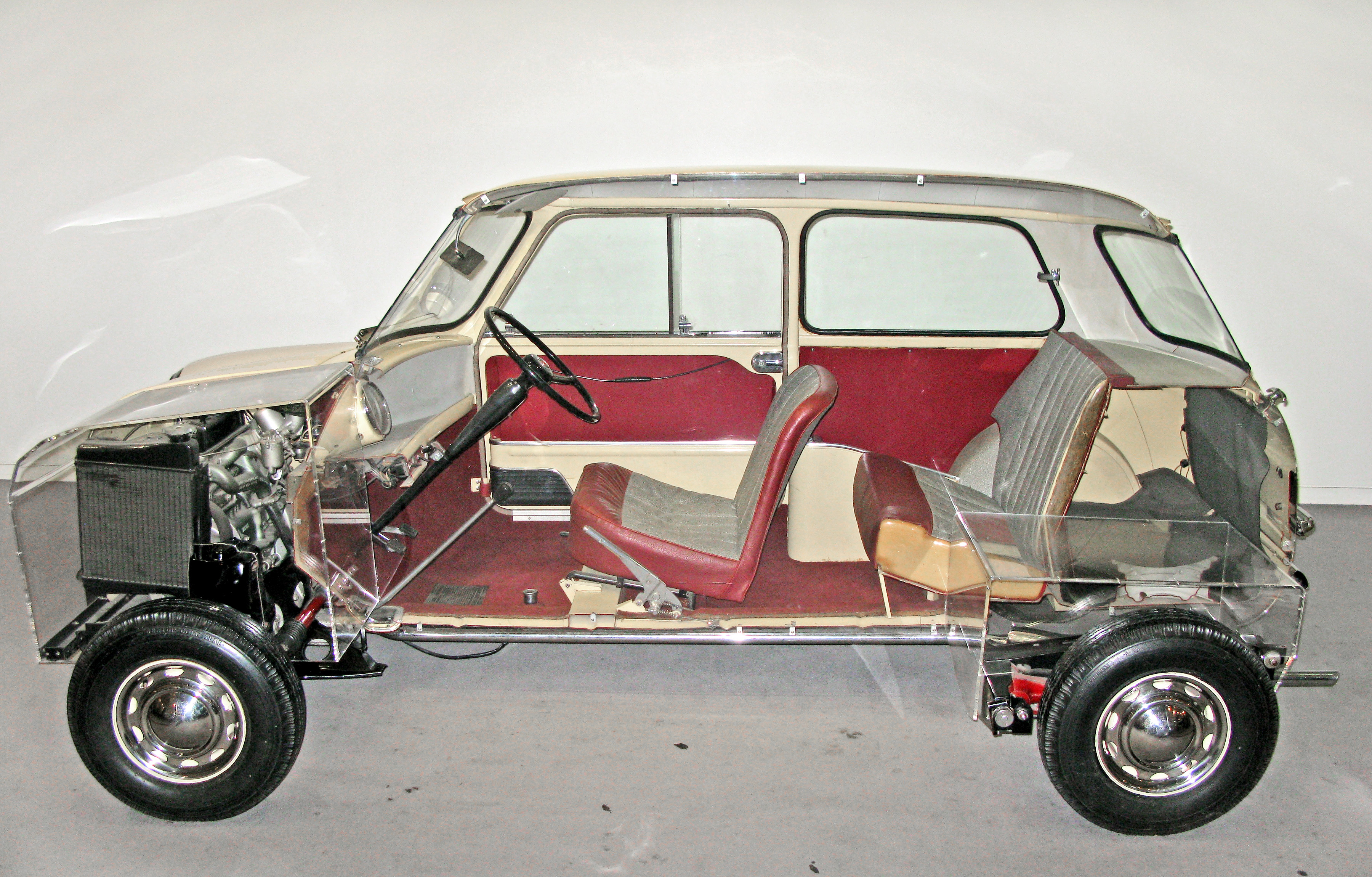
Corte vertical de un Mini en el Museo de Ciencia.

Proyectado bajo el nombre de ADO15 (Oficina de Dibujo del Austin 15), los primeros modelos fueron publicitados en Inglaterra con los nombres Austin Siete (a menudo escritos como SE7EN) y Morris Mini-Menor. A partir de 1962 aparecieron como Austin 850 y Morris 850 en algunos mercados de exportación. El modelo de producción difería del prototipo original (cariñosamente nombrado "La Caja Naranja" debido a su color) dado que la carrocería del frente estaba modificada; el motor iba montado sobre la misma y  el carburador se encontraba montado en la parte trasera. Las modificaciones tenían el objetivo de reducir el desgaste de la caja de cambios.
El tamaño del motor propuesto originalmente era de 948 cc, igual al de los motores utilizados en el Morris Menor y en el Austin A35. Sin embargo, Leonard Lord, presidente de BMC, pensó que las 90 millas por hora (144,8 km/h) de velocidad máxima eran excesivas y, consecuentemente, redujo el tamaño del motor a 848 cc para obtener una velocidad más conservadora de 72 millas por hora (115,9 km/h). La suspensión de Issigonis implicó el uso de conos de goma como resortes. La tasa de resortes del caucho cambia al ser comprimidos, permitiendo que la suspensión se adapte a las variaciones de peso del automóvil y sus pasajeros. Una suspensión convencional habría requerido un aumento en la altura del diseño. Este diseño único fue adaptado del auto de carreras amateur de Issigonis y construido para Mini por Alex Moulton. 
El Mini era un genuino cuatro plazas. Esto fue posible dentro de una carrocería tan pequeña dado que el motor se montó transversalmente, impulsando las ruedas delanteras a través de una caja de cambios que se incorporó de manera única. El motor y la caja de cambios compartían el mismo aceite, una parte importante del diseño que fue pensada como respuesta a la crisis de Canal de Suez de 1956 y a los temores a una futura escasez de petróleo. El ancho total del vehículo se redujo porque no había necesidad de acomodar una caja de cambios en todo el ancho del automóvil. Como este modelo de Mini no tenía un canal de transmisión, había más espacio que podía usarse para acomodar pasajeros compensando así el reducido ancho del mismo. La longitud total se minimizó debido a que el diseño comprende solo un compartimento de pasajeros y otro compartimento para el motor. No había un maletero separado lo cual inevitablemente comprometía el espacio para el equipaje. Para compensar ese problema, los compartimientos a los lados de cada uno de los cuatro asientos proporcionaron un almacenamiento interior útil. El tablero de instrumentos se abría para permitir el almacenamiento de herramientas. Los contenedores de almacenamiento en las puertas delanteras determinó efectivamente que el Mini debería tener ventanas correderas en lugar de ventanas enrollables. Las pequeñas  ruedas de 10 pulgadas (254 mm) ayudaron a reducir los pasos de rueda en el interior del vehículo y permitieron una cantidad modesta de espacio adicional para el equipaje en un área de "maletero" detrás de los asientos traseros. En general, el Mini posee un diseño muy inteligente que ha sido imitado a menudo.

## Rendimiento
Un modelo de lujo fue probado por la revista británica The Motor en 1959. Alcanzaba una velocidad máxima de 72,4 mph (116,5 km/h) y podía acelerar de 0 a 60 mph (96,6 km/h) en 27.1 segundos.